# Cia Raízes do Mundo
A Cia Raízes do Mundo é um grupo teatral do Rio de Janeiro que atualmente viaja o Brasil com o espetáculo infanto-juvenil "Confabulando Pelo Mundo." No ano de 2015 a Cia se filiou à FETAERJ - Federação de Teatro do Estado do Rio de Janeiro, participando pela primeira vez do Festival da FETAERJ e do júri do movimento do Prêmio Paschoalino com o intuito de trocar informações com outras Cias, promover debates e participar das discussões acerca das políticas de incentivo à cultura no Estado do Rio de Janeiro. Seu trabalho mais "O Sapatinho Mágico" foi vencedor de 3 Troféus Arlequim, 2 Troféus Festival Cenáculo e 2 Troféus Festin, além de concorrer a outros prêmios.

## Histórico
A Cia Raízes do Mundo foi fundada em 2010 com o objetivo de fazer o público pensar sobre questões do cotidiano. No início o grupo se chamava Cia Diretores da Direção, um projeto de Rachel Mourão. Com os estudos de história ela criou a peça "Contra Corrente" em 2012. Ainda em 2012, lançaram o musical infantil "A Boneca e o Soldadinho". Em 2013 a Cia, sob o comando de Mayra Queiroz e Priscilla Lanter, reformulou seus projetos e daí nasceu "O Sapatinho Mágico", espetáculo de maior sucesso do grupo. Seguidamente, o grupo lançou a "Mostra Experimenta" para abrir espaço para grupos companheiros criarem material em suas obras inéditas. Atualmente, o grupo provoca a criação colaborativa em diversos aspectos no seu trabalho de contação de histórias "Confabulando Pelo Mundo".

## Mostra Experimenta
Em Outubro de 2015, com recursos próprios e apoios gráficos, de iluminação e de foto e vídeo, realizou a “Mostra de Cenas Curtas EXPERIMENTA”, em parceria com a FETAERJ que cedeu o local para a Mostra e toda a estrutura necessária. A parceria se repetiu e a segunda edição ocorreu em Outubro de 2016! A terceira edição “Em respeito à diversidade e à multiplicidade cultural” aconteceu em Janeiro de 2018 no Teatro Municipal Café Pequeno no Leblon, Rio de Janeiro, se transformando em Experimenta Mostra de Cenas Curtas e Espetáculos e a quarta edição está em fase de planejamento, cheia de novidades!

## Confabulando Pelo Mundo
O "Confabulando pelo Mundo" estreou no Festival Paschoalino da FETAERJ no Município de Maricá em Julho de 2018. Apresentou-se novamente em 2019 ganhando os palcos da Cia de Lobos e do Festival Arteiros em Caratinga/MG em Julho e do Espaço Cultural Rede do Bem em Outubro, comemorando o dia das crianças. Sendo o atual espetáculo de trabalho da Cia, participamos em Março de 2020 da reabertura do Teatro Carequinha no Município de São Gonçalo, em parceria com a APPAI.
O projeto se baseia em pesquisas históricas e simbólicas das culturas do mundo e de contos e mitos que refletem o inconsciente coletivo transportadas para a sala de ensaio, para uma criação colaborativa da Cia Raízes do Mundo. A finalidade do projeto é criar cenas curtas que unidas por “viagens” corporais, poéticas e sonoras proporcionem um espetáculo lúdico e envolvente, podendo ser apresentado também como contação de histórias.
O objetivo é que as crianças, principalmente entre 8 e 12 anos tragam suas famílias para ouvirem histórias no teatro e então apresentar para o público a diversidade cultural do mundo passando por gostos, cheiros, cores, músicas, danças e religião mostrando a importância da empatia e que cada povo pode nos ensinar algo novo.
Para isso usou-se o processo de criação colaborativa ente os atores, inclusive para a criação das músicas utilizadas na cena, que na verdade é uma contação de histórias livremente inspirada na Comédia Dell´arte.

## O Sapatinho Mágico
O musical "O Sapatinho Mágico" usa dança, música, circo e tradições da cultura brasileira para contar a história de Garota, a única pessoa que não dança na Cidade da Esperança. Em sua busca por um calçado que ajude a mudar isso surge o problema: seus novos sapatos não a deixam parar de dançar.
Com direção e composição musical de Joel Duarte Jr., direção musical de Giuseppe Laucas.
O texto original foi escrito pela jovem atriz Mayra Queiroz (21 anos) e é inspirado em lendas ciganas, histórias de Hans Christian Andersen e contos infantis. O cenário premiado é assinado por Pablo Cotia, que buscou transformar materiais do dia-a-dia em objetos teatrais através da reciclagem.
No elenco: Eduardo Magrão, Jacó Azevedo, José Henrique Calazans, Juliana Saloés, Marquinhos Sylvestre, Mayra Queiroz, Míriam Teixeira da Silva, Pablo Cotia, Priscilla Lanter, Rodrigo Santos, Thaïs Thedim e Vinícius Varela.

### Temporadas
| Temporada | Local                       | Período  |
| --------- | --------------------------- | -------- |
| 1ª        | Teatro Princesa Isabel (RJ) | Jan/2014 |
| 2ª        | Teatro Ziembinski (RJ)      | Abr/2014 |
| 3ª        | Parque das Ruínas (RJ)      | Mai/2014 |

- Outras apresentações:
Teatro Municipal Dr. Átila Costa (São Pedro da Aldeia, Out/2013).
Shopping Jardim Sulacap (Jul/2014).
Vila Olímpica da Gamboa (Out/2014).
Teatro Municipal Trianon // Campos dos Goytacazes (Out/2014).
Praça Getúlio Vargas – Coreto // Festival de Teatro de Rua de Araçuaí (Jan/ 2015).

### Prêmios
| Festival                                                           | Indicações | Prêmios                                                       | +                                     |
| ------------------------------------------------------------------ | --- | ------------------------------------------------------------- | ------------------------------------- |
| Festival de Teatro da Cidade do Rio de Janeiro                     | Melhor produção, Melhor cenografia, Melhor atriz coadjuvante, Melhor peça infantil, Melhor ator, Melhor direção, Melhor figurino | Melhor produção, Melhor cenografia e Melhor atriz coadjuvante | Ganhou sua 1ª temporada               |
| Festival Cenáculo                                                  | Melhor Cenário, Melhor Participação e Melhor Iluminação                                                                          | Melhor Cenário e Melhor Participação                          | Único espetáculo infantil do Festival |
| Festival de Teatro Infantil (Festin 2014) de Campos dos Goytacazes | Melhor texto original, Melhor atriz, Melhor ator, Melhor diretor, Melhor maquiagem, Melhor cenografia, Melhor figurino           | 3º lugar - melhor espetáculo infantil; melhor texto original. |                                       |
| FestHuper 2014                                                     | Melhor iluminação, Melhor atriz e Melhor cenografia                                                                              | -                                                             | -                                     |

## Esquetes
A Cia Raízes do Mundo cria diversos esquetes com questões sociais para todos pensarem.

### Eles
"Eles" conta a história de dois personagens que tem visões diferentes dos acontecimentos de seu encontro amoroso. O esquete mostra que às vezes as pessoas percebem as coisas de forma diferente, ainda mais se uma das partes está apaixonada. 
No X Festival de Esquetes Elbe de Holanda, na Ilha do Governador organizado (Gatig), "Eles" faturou 2 prêmios: Atriz Revelação e Escolha do Público.
No elenco: Kenya Sommerfeld e Rafael Mattos.

### Estragou a televisão
Texto adaptado do conto de Luís Fernando Veríssimo, onde um casal que caiu na rotina se vê sem a televisão para preencher seu silêncio. Começam, então, a conversar e descobrem que trocaram de vida sem perceber.
No elenco: Samuel Cruz e Jacqueline Durans.

### A pimenteira
O esquete “A Pimenteira" surge após dois anos de estudos sobre as crônicas de Nelson Rodrigues e breves pesquisas sobre o Movimento Armorial, Antonin Artaud e ritos de passagem. Mas como mostrar a "tensão" de Nelson Rodrigues num estilo "literatura de cordel"?
Com influência na Festa do Divino e no Dia de lós Muertos e usando uma linguagem forte e demarcada para o público adulto, a montagem trata de temas do cotidiano e relacionamentos, mostrando que nem sempre o que parece "realmente é". Com uma autorreflexão para a sociedade à respeito da manipulação de interesses, o trabalho promete surpreender com a forma cênica criada, por comparar valores e pelo uso de significados e significantes.
A concepção cênica e a preparação dos atores foram feitas através de pesquisa coletiva, utilizando-se de uma interpretação naturalista e interiorana, visando provocar uma sensação de distanciamento buscando surpreender o público com o desenlace da ação. O cenário é estruturado de maneira minimalista, utilizando-se peças de material reciclável manipuladas pelos atores de forma a manterem-se as ambientações necessárias à cena. A iluminação funciona como complemento dessa estrutura, evidenciando as trocas de ambientes e de momentos da ação cênica. Figurinos atemporais, regionalizados e em tons pastéis, evidenciando a linguagem nordestina como: rendas, trançados de palha e fuxico. Utilizamos também instrumentos e ritmos tipicamente brasileiros como a alfaia e a embolada. A maquiagem forte lembrando as comemorações do Dia de lós Muertos, com um surpreendente final, feito com maquiagem invisível e luz negra (esse detalhe do final não é mostrado no ensaio que foi filmado e que faz parte deste material de inscrição).
No elenco: Juliana Salóes, Pablo Cotia, Vinicius Varela, Joel Duarte Jr, Priscilla Lanter e José Henrique Calazans.

### Criações colaborativas
Desde 2016 estamos trabalhando com uma nova metodologia e um novo desafio: criações colaborativas! Desenvolvemos 3 projetos como forma de exercitar este formato de concepção do projeto, texto e encenação: “Ella – À sombra da memória”, espetáculo/vivência teatral tendo como tema o divino feminino, “Em cantos do Rio”, espetáculo infantil sobre a diversidade do Rio de Janeiro e o espetáculo de contação de histórias para a família "Confabulando pelo Mundo", baseado em mitos e lendas de diversas culturas.

## A Boneca e o Soldadinho
O primeiro trabalho infantil da Cia Raízes do Mundo foi o musical "A Boneca e o Soldadinho"   (2011/ 2013) com 5 temporadas, mais de 2000 espectadores, participação em diversos festivais, apresentações beneficentes, temporada na Região dos Lagos. Com esse projeto participou de gravação do programa ABZ do Ziraldo na TV Brasil (episódio do dia 31/03/13).
A Boneca havia sido colocada lá por engano, mas logo se apaixona pelo Soldadinho, um boneco que quebrou a perna. Eles ainda precisam lidar com Marmelada, uma palhacinha que, por causa da experiência traumática, de ser trocada por um brinquedo novo, não consegue mais sorrir. Inspirado em contos infantis, a peça conta a história de brinquedos que foram esquecidos dentro de um quarto. Alguns quebrados e outros velhos, sentem a rejeição de seus donos e quando o Fantasma de Pano e a Boneca Bailarina são colocados no local, eles discutem o sentimento da rejeição. A peça que fala da inclusão social e do combate ao bullying enquanto conta uma história de amor e amizade. Trata da deficiência física e das relações interpessoais de uma forma interativa, sem vilão ou mocinho, todos aprendendo a lidar com as mudanças da vida.
Utilizando de forma criativa uma caixa como cenário, objetos de cena, um figurino bem colorido e maquiagem bem elaborada, o espetáculo agrada as crianças e o público de todas as idades, especialmente devido à trilha sonora, às projeções e coreografias apresentadas durante as músicas, que são cantadas ao vivo com acompanhamento de teclado e violão. A maquiagem lúdica foi assinada por Suzana Caneca e produção de Priscilla Lanter e Deborah Ferreira Goi.
No elenco: Pablo Cotia, Mayra Queiroz, Gabriela Sanchez, Ronaldo Alves, Priscilla Lanter, Jacó Azevedo, Gabriela Furlan, Lilian Corrêa, Ludimila Dangelis, Adson Apolinário e Fabio Moreno.

## Contra Corrente
Escrita e dirigida por Rachel Mourão e inspirada na canção Roda Viva, de Chico Buarque, a peça "Contra Corrente"  , relatava a história de diferentes grupos, como o sindical, o guerrilheiro, o artístico e o estudantil, durante o regime militar.
A montagem foi dividida em três atos, que se passam nas cidades do Rio de Janeiro e São Paulo, locais onde as manifestações desses grupos foram mais marcantes. Em Sampa, o público verá a guerrilha urbana e sindical; e na Cidade Maravilhosa, a estudantil e a artística.
| Temporada | Local                                | Período        |
| --------- | ------------------------------------ | -------------- |
| 1ª        | Teatro Elbe de Holanda               | Abr e Mai/2011 |
| 2ª        | Casa de Cultura Laurinda Santos Lobo | Jul/2011       |

- Participou do IX Festival de Teatro da Cidade do Rio de Janeiro.

No elenco: Adson Apolinário, Caio Melo, Cezar Fieschi, Edmar Junior Oliveira, Elmo Bastos, Gabriela Furlan,Fábio Moreno, Guilherme Lima, Huilian Kido, Jacqueline Durans, Kenya Sommerfeld, Kilverman Moura de Paula, Luana Monteiro,Lilian Correia, Lucas Barrionovo, Mané Do Café, Marcelo Baia, Max Oliveira, Mayara Lucas, Mayra Queiroz, Nathan Dantas Morzelle da Silva, Priscilla Lanter, Rafael Mattos, Ricardo Neves, Samuel Cruz, Thaïs Tedim e outros.
1. ↑  Página oficial da Cia Raízes do Mundo www.facebook.com/ciaraizesdomundo.teatro
2. ↑  Página oficial do espetáculo O Sapatinho Mágico www.facebook.com/OSapatinhoMagico
3. ↑  Sobre o Festival www.facebook.com/OSapatinhoMagico/photos/a.165744596909406.1073741829.165726506911215/258021114348420/?type=1&theater
4. ↑  Sobre o Cenáculo www.facebook.com/OSapatinhoMagico/photos/a.296525963831268.1073741834.165726506911215/340835459400318/?type=1&theater
5. ↑  Sobre o Festin www.facebook.com/OSapatinhoMagico/photos/a.165744596909406.1073741829.165726506911215/400227906794406/?type=1&theater
6. ↑  Sobre o FesHuper www.facebook.com/OSapatinhoMagico/posts/399275430222987
7. ↑  Sobre A Pimenteira www.facebook.com/pages/A-Pimenteira/1491980627721155?fref=ts
8. ↑  Sobre A Boneca e o Soldadinho www.ciaraizesdomundo.blogspot.com.br/search/label/a%20boneca%20e%20o%20soldadinho
9. ↑  Sobre o Contra Corrente www.ciaraizesdomundo.blogspot.com.br/search/label/contra%20corrente